# Tutti Fenomeni (rapper)
Tutti Fenomeni, pseudonimo di Giorgio Quarzo Guarascio (Roma, 14 dicembre 1996), è un cantautore, rapper e attore italiano.

## Biografia
Giorgio Quarzo Guarascio nasce a Roma nel 1996 da padre calabrese, professore universitario. Intraprende la sua carriera musicale avvicinandosi alla scena trap romana, entrando a far parte dei Tauro Boys, oggi un trio ma originariamente un quintetto. A seguito della sua uscita dal gruppo continua a collaborare con i Tauro Boys in brani come Bondage e 2004-2005 e con il produttore Close Listen. Con quest'ultimo pubblica i pezzi Colazione a Cortina, Troppa vendetta e Per quanto ti amo.
A seguito di questo periodo artistico si allontana dalla scena SoundCloud trap, si avvicina al cantautorato indie ed inizia a lavorare con il frontman de I Cani Niccolò Contessa. Pubblica i singoli Trauermarsch, Valori aggiunti e Qualcuno che si esplode, i quali preannunciano l'uscita del suo album di debutto Merce funebre, pubblicato sotto l'etichetta 42 Records nel gennaio 2020.
Parallelamente alla sua carriera ufficiale pubblica Radio Guarascio, un mixtape diviso in due parti nel quale reinterpreta diversi brani iconici della musica italiana.
Nel periodo tra dicembre 2020 e agosto 2021, pubblica i tre singoli Parlami di Dio, Faccia tosta e Marinai. Ha inizio il suo primo tour ufficiale Sopralluogo tour e il 18 settembre dello stesso anno sale sul palco del Mi Manchi, Ancora.
Il 6 maggio 2022 pubblica il suo secondo album da solista Privilegio raro, anch’esso interamente supervisionato da Niccolò Contessa, che ne ha composto le musiche.

## Discografia

### Album
- 2020 – Merce funebre
- 2022 – Privilegio raro

### Singoli
- 2017  – Per quanto ti amo

- 2017 – Colazione a Cortina
- 2017 – Troppa vendetta
- 2017 – Per quanto ti amo
- 2019 – Trauermarsch
- 2019 – Valori aggiunti
- 2020 – Qualcuno che si esplode
- 2020 – Parlami di Dio
- 2021 – Faccia tosta
- 2021 – Marinai
- 2022 – Privilegio raro

### Mixtape
- 2020 – Radio guarascio 1
- 2021 – Radio guarascio 2
- 2024 – Radio guarascio 3

### Collaborazioni
- 2017 – Bondage (Tauro Boys feat. Tutti Fenomeni)
- 2017 – Bachelor (Tauro Boys feat. Tutti Fenomeni)
- 2018 – 2004-2005 (Tauro Boys feat. Tutti Fenomeni)
- 2021 – Where are you from (Tauro Boys feat. Tutti Fenomeni)
- 2021 – Suono Roma Dimensione (Tauro Boys feat. Tutti Fenomeni)
- 2021 – Nasty (Kazy Lambist feat. Tutti Fenomeni)
- 2024 – Unici (Asp126  feat. Tutti Fenomeni)

## Filmografia
- Enea, regia di Pietro Castellitto (2024)